# Дачија сандеро
Дачија сандеро (рум. Dacia Sandero) је мали аутомобил из Б сегмента који производи румунска фабрика аутомобила Дачија од 2008 године. На тржиштима Русије, Јужноафричке Републике, Мексика и Јужне Америке овај аутомобил је познат и као Рено сандеро. Дачија сандеро је базирана на логану.

## Историјат

### Прва генерација (2008–2012)
Уз нешто краћи међуосовински размак од лимузине из које произилази, сандеро је развијен у Реноовом техноцентру у Паризу, у сарадњи са регионалним инжињерским центрима у Бразилу и Румунији. Откривен је по први пут 2007. године на међународном салону аутомобила у Франкфурту, а направљен је за бразилско тржиште као Реноов модел, а у децембру 2007. године се појавио и у Европи.
Бразилски Рено, који је филијала француске фабрике, осмислио је нови СУВ теренац септембра 2008. године назван Stepway, десетак месеци после објаве сандера. Европска верзија је изашла у јавност 7. маја 2009. године на међународном салону аутомобила у Барселони под Дачијиним знаком.
- Дачија сандеро I
- Сандеро степвеј I

### Друга генерација (2012–2020)
Друга генерација сандера је изашла 2012. године на салону аутомобила у Паризу. Читав предњи део до задњих врата је потпуно исти као на Логану и Логану МЦВ. 2018. је редизајниран заједно са Логаном, и замењени су предњи браник, маска хладњака, позадина и сијалице у фаровима и задњим светлима, нови четворокраки волан, и освежена понуда бензиских мотора.
- Дачија сандеро II
- Сандеро степвеј II